# Championnat de Tchéquie de hockey sur glace D3
La 2. Liga est le troisième échelon du hockey sur glace de République tchèque. Comme les autres championnats tchèques, elle est créée en 1993 à la suite de la partition de la Tchécoslovaquie.
| \| Benátky nad Jizerou Havlíčkův Brod Egra Chomutov Děčín Havířov Hodonín Hronov Jablonec nad Nisou Kopřivnice Klatovy Letňany Most Nový Jičín Opava Písek Prague Příbram Řisuty Tábor Ústí nad Labem Valašské Meziříčí Velké Meziříčí Vrchlabí Vyškov Žďár nad Sázavou Znaïm \| Localisation des clubs engagés dans le championnat. |
| Benátky nad Jizerou Havlíčkův Brod Egra Chomutov Děčín Havířov Hodonín Hronov Jablonec nad Nisou Kopřivnice Klatovy Letňany Most Nový Jičín Opava Písek Prague Příbram Řisuty Tábor Ústí nad Labem Valašské Meziříčí Velké Meziříčí Vrchlabí Vyškov Žďár nad Sázavou Znaïm                                                           |

- Ouest
  - HC Benátky nad Jizerou
  - HC Stadion Cheb
  - Piráti Chomutov
  - HC Děčín
  - HC Wikov Hronov
  - HC Vlci Jablonec nad Nisou
  - HC Klatovy
  - HC Letci Letňany
  - Mostečtí lvi
  - IHC Králové Písek
  - HC Kobra Praha
  - HC Baník Příbram
  - HC Řisuty
  - HC Tábor
  - HC Slovan Ústí nad Labem
  - HC Stadion Vrchlabí

- Est
  - AZ Heimstaden Havířov
  - BK Havlíčkův Brod
  - SPKM Baník Hodonín
  - HC ISMM Kopřivnice
  - HK Nový Jičín
  - HC Slezan Opava
  - HC Bobři Valašské Meziříčí
  - HHK Velké Meziříčí
  - Hokej Vyškov
  - SKLH Žďár nad Sázavou
  - Orli Znojmo